# Olivier Duchâteau
Olivier Duchâteau, né en 1876 et mort en 1939 à Liège, est un peintre, dessinateur et aquafortiste belge. Il est également professeur de dessin à l'Académie royale des beaux-arts de Liège de 1911 à 1939.

## Biographie

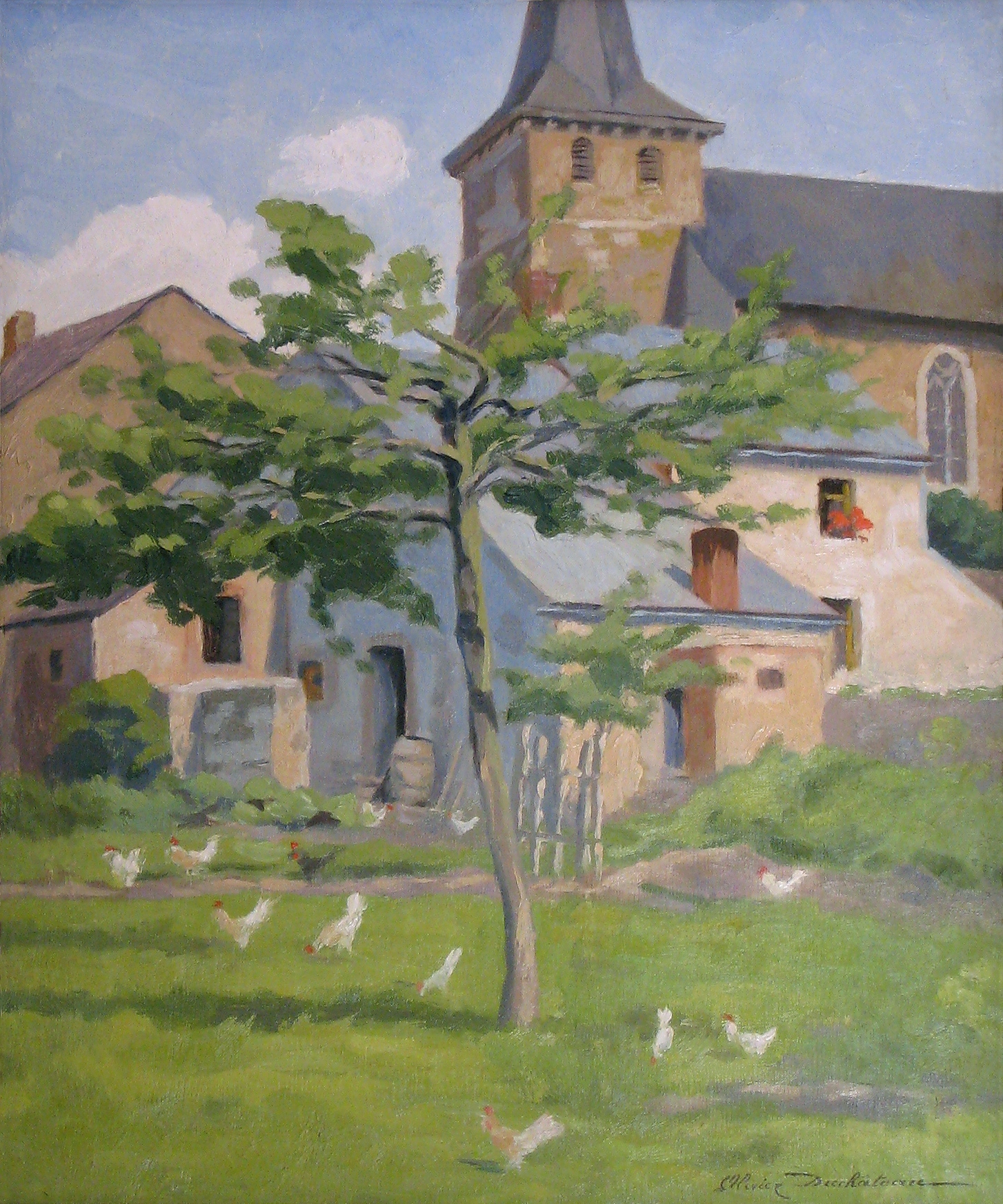
Jardin à Comblain-Fairon

Olivier Duchâteau s’inscrit à l'Académie des beaux-arts de Liège où il suit l’enseignement notamment d’Adrien De Witte. Il est, de plus, conseillé par François Maréchal et Armand Rassenfosse.
Il est inspiré par Liège et sa région. L’artiste aime décrire avec réalisme les paysages, les églises, les ruelles, les intérieurs, les personnages, les petits métiers... En outre, il s'essaie à la peinture relevant du symbolisme et à des portraits à la manière d’Armand Rassenfosse.
Ses travaux, et plus précisément son talent de dessinateur exact, étaient appréciés notamment par Jules Bosmant (1893-1975), historien de l’art et conservateur du Musée des beaux-arts de Liège.
Ce même Jules Bosmant dira de lui : « Olivier Duchâteau a traduit, avec beaucoup de recueillement et beaucoup de sincérité, dans les images qu'il a tracées, l'âme du terroir. »
Son fils, Olivier Duchâteau Jr., fut également graveur. Ils ont exposé ensemble au « Salon du Centenaire » de la Société Royale des Beaux-Arts de Liège en 1933.
Olivier Duchâteau est nommé professeur de dessin en 1911 à l’Académie des beaux-arts de Liège. Il exerce cette fonction pratiquement jusqu’à sa mort en 1939.
Artiste référencé dans BAS I et dans « Deux Siècles de Signatures d’Artistes de Belgique ».
Il est inhumé au Cimetière de Robermont à Liège.

## Œuvres
Ses œuvres sont principalement conservées au Musée de l’Art wallon, au Cabinet des Estampes et des Dessins à Liège et à l’Université de Liège.
- Cabinet des Estampes et des Dessins, Liège
  - La corvée des cuivres. Crayons, 66 × 49 cm
- Collections artistiques de l'Université de Liège 
  - Le gamin des rues, 1912. Fusain et pastel, 49 × 26,5 cm
- Musée de la Vie wallonne, Liège
  - La foule aux dîners économiques sous l’occupation allemande, 1917. Fusain, 53,5 × 76 cm
- Administration communale de Molenbeek-Saint-Jean
  - La vieille Ardennaise. Eau-forte, 20 × 15 cm
- Administration communale de Seraing
  - La hiercheuse. Cayon noir, 24 × 19 cm

## Galerie

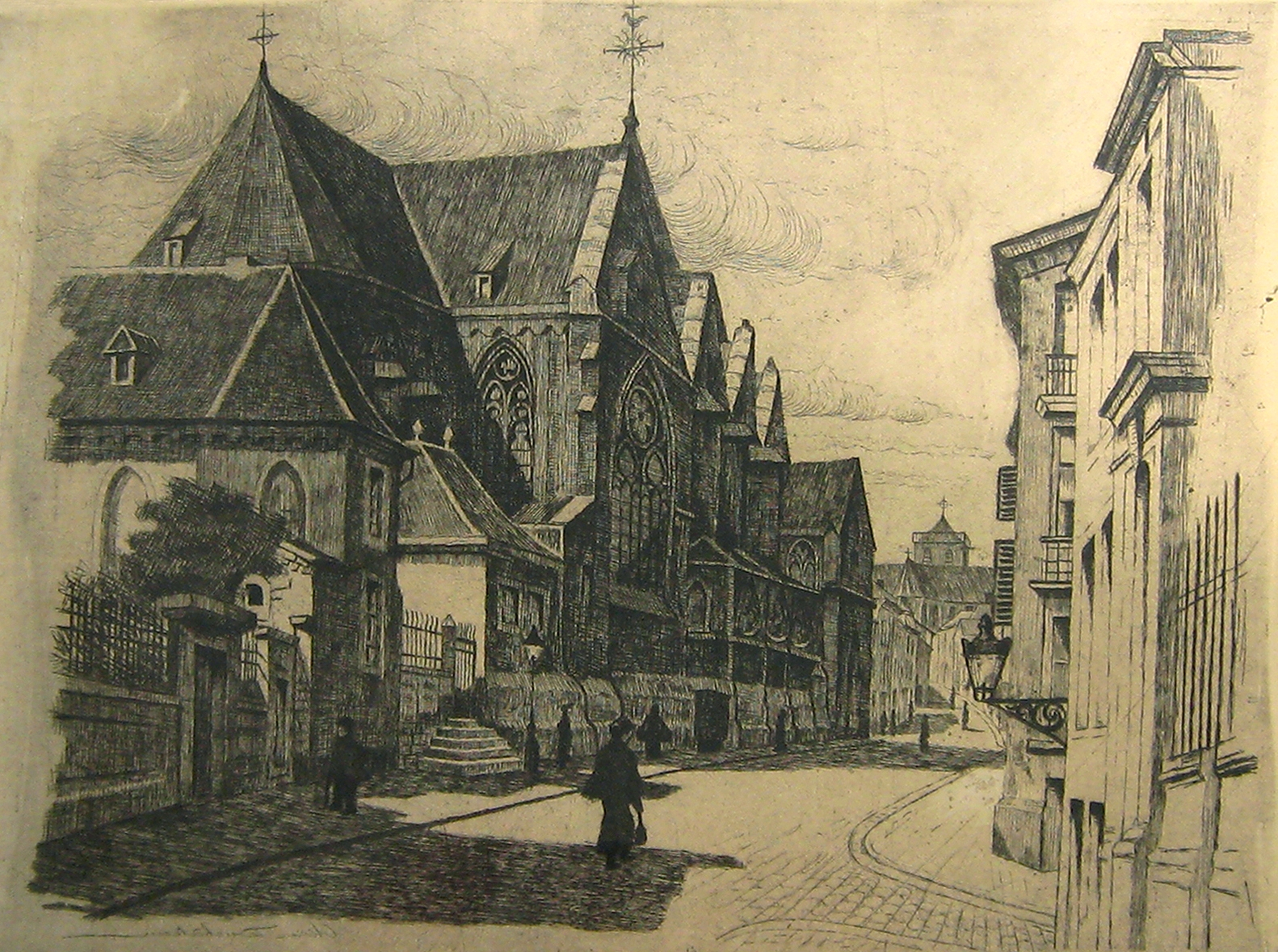
L'église Sainte-Croix, Liège
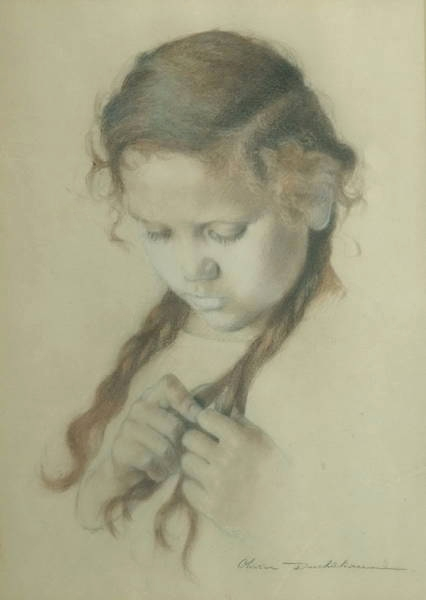
Fillette se nouant des tresses
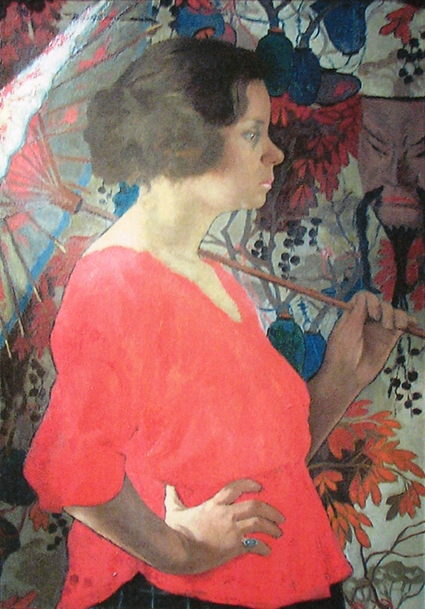
Dame à l'ombrelle
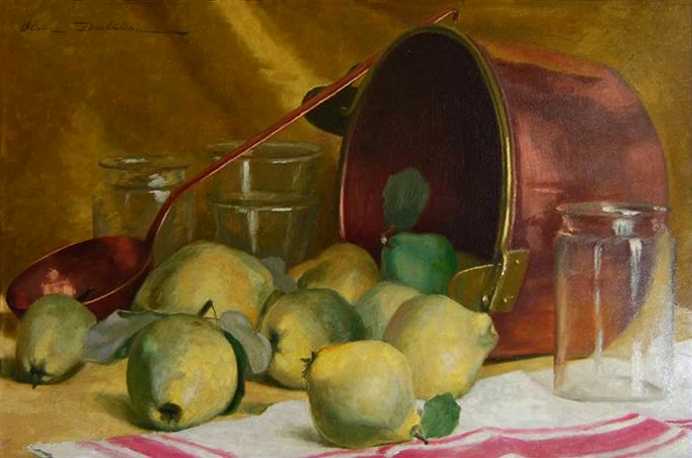
Nature morte aux poires

### Pistes bibliographiques
- Jules Bosmant, Histoire de la peinture et de la sculpture au pays de Liège de 1793 à nos jours, Mawet Editeur, Liège, 1930, pp. 266, 275
- Collectif, Olivier Duchâteau, cat. exp. Cercle des B.A., Liège, 1948
- Jean-Marie Bouquegneau, Peintres liégeois, cat. exp. « Art, Science & Technologie », Liège, 2008, p. 37
- Jacques Goijen, Dictionnaire des peintres de l'École Liégeoise du Paysage. Éditions, 2009, pp. 196 à 198.  (ISBN 2-9600459-0-4)